# Выборы в Государственный совет Республики Крым (2024)
Выборы депутатов Государственного совета Республики Крым третьего созыва проходят с 6 по 8 сентября 2024 года в единый день голосования 8 сентября 2024 года. Предыдущий созыв Государственного совета был избран 14 сентября 2019 года.

## Избирательная система
Депутаты Государственного совета Республики Крым избираются на 5 лет по смешанной системе.
Из 75 депутатов 50 избираются в едином избирательном округе по пропорциональному принципу из партийных списков. Общее число кандидатов в списке должно быть от 50 до 75 человек. Количество кандидатов, не являющихся членами партии, не должно превышать 50 % от всего списка. В список не могут быть включены члены иных политических партий.
Для получения мест партийный список должен преодолеть процентный барьер в 5 %. Если сумма голосов за партии, преодолевшие барьер, составляет менее 50 %, к распределению мандатов поочерёдно допускаются списки, набравшие менее 5 %, пока сумма голосов не превысит 50 %. Если за одну партию отдано более 50 % голосов, а остальные списки набрали менее 5 % голосов, к распределению мандатов допускается партия, которая заняла второе место. Между партиями места распределяются по методу Д’Ондта. Внутри партийных списков мандаты получают в порядке размещения в списке.
Остальные 25 депутатов избираются в одномандатных округах по системе относительного большинства. Кандидаты выдвигаются партиями или в порядке самовыдвижения.

## Партии участвующие в выборах
1.Всероссийская политическая партия «ЕДИНАЯ РОССИЯ»
2.Политическая партия «КОММУНИСТИЧЕСКАЯ ПАРТИЯ РОССИЙСКОЙ ФЕДЕРАЦИИ»
3.Социалистическая политическая партия «СПРАВЕДЛИВАЯ РОССИЯ — ПАТРИОТЫ — ЗА ПРАВДУ»
4.Политическая партия ЛДПР — Либерально-демократическая партия России
5.Политическая партия «НОВЫЕ ЛЮДИ»
6.ВСЕРОССИЙСКАЯ ПОЛИТИЧЕСКАЯ ПАРТИЯ «РОДИНА»
7.Политическая партия "Российская экологическая партия «ЗЕЛЁНЫЕ»
8.Политическая партия КОММУНИСТИЧЕСКАЯ ПАРТИЯ КОММУНИСТЫ РОССИИ
9.Политическая партия «Российская партия пенсионеров за социальную справедливость»

## Партийные списки
| Номер в бюллетене | Партия               | Первые кандидаты в списке                            |
| ----------------- | -------------------- | ---------------------------------------------------- |
| 1                 | Единая Россия        | Сергей Аксёнов Сергей Карякин Владимир Константинов  |
| 2                 | КПРФ                 | Сергей Богатыренко Владимир Демченко Олег Дрягин     |
| 3                 | Справедливая Россия  | Виктория Билан Роман Юхненко Галина Путинцева        |
| 4                 | ЛДПР                 | Леонид Слуцкий Светлана Шабельникова Алексей Головня |
| 5                 | Новые Люди           | Даниил Шупеня Эльдар Яячик Анастасия Кочканова       |
| 6                 | Родина               | Артём Дубовик                                        |
| 7                 | Зелёные              | Сергей Агеев, Александр Буянов Владимир Горецкий     |
| 8                 | КП Коммунисты России | Александр Туров Татьяна Ежова                        |
| 9                 | РППсс                | Игорь Пилипенко Вячеслав Жеватов Валерий Кобылянский |

## Результаты
Окончательные результаты выборов депутатов Государственного совета Республики Крым III созыва
| Партия              | По единому округу | По единому округу | По единому округу | По одномандатным округам | По одномандатным округам | Всего | Всего | Всего |
| Партия              | голосов           | Мест              | %                 | Мест                     | +/-                      | Мест  | +/-   | %     |
| ------------------- | ----------------- | ----------------- | ----------------- | ------------------------ | ------------------------ | ----- | ----- | ----- |
| Единая Россия       | 525693            | 44                | 88                | 24                       | ▼1                       | 68    | ▲8    | 74.87 |
| ЛДПР                | 40092             | 3                 | 6                 | 0                        | ▬                        | 3     | ▼7    | 5.71  |
| КПРФ                | 36160             | 3                 | 6                 | 0                        | ▬                        | 3     | ▼2    | 5.15  |
|                     |                   |                   |                   |                          |                          |       |       |       |
| СР-ЗП               | 19590             | 0                 | 0                 | 1                        | ▲1                       | 1     | ▲1    | 2.79  |
| Партия Пенсионеров  |                   |                   |                   |                          |                          |       |       | 4.01  |
| Родина              |                   |                   |                   |                          |                          |       |       |       |
| Патриоты России     |                   |                   |                   |                          |                          |       |       |       |
| Новые Люди          |                   |                   |                   |                          |                          |       |       | 3.14  |
| Зелёные             |                   |                   |                   |                          |                          |       |       | 1.4   |
|                     |                   |                   |                   |                          |                          |       |       |       |
| Действ. Бюллетени   |                   |                   |                   |                          |                          |       |       |       |
| Недейств. Бюллетени |                   |                   |                   |                          |                          |       |       |       |
| Всего               |                   |                   |                   |                          |                          |       |       |       |
|                     |                   |                   |                   |                          |                          |       |       |       |
| Явка                | 47.61%            | 60                |                   |                          |                          |       |       |       |
| Число избирателей   | 702 141           |                   |                   |                          |                          |       |       |       |